# Strobilus
Strobilus (plural: strobili) är en sporbärande bildning hos vissa växter, det kallas också sporax. Strobili är kottliknande och oftast placerade i toppen på skott. Släkten med strobili är till exempel fräken, lummer, lopplummer eller dvärglummer. En strobilus består av en mittaxel och kringsittande sporofyll (sporangiebärande blad). Om strobili har två sorters sporer (heterospora) skiljer man på mikrosporofyll med mikrosporangier och makrosporofyll med makrosporangier (eller mega-). Detta är fallet hos Selaginella (dvärglummer).

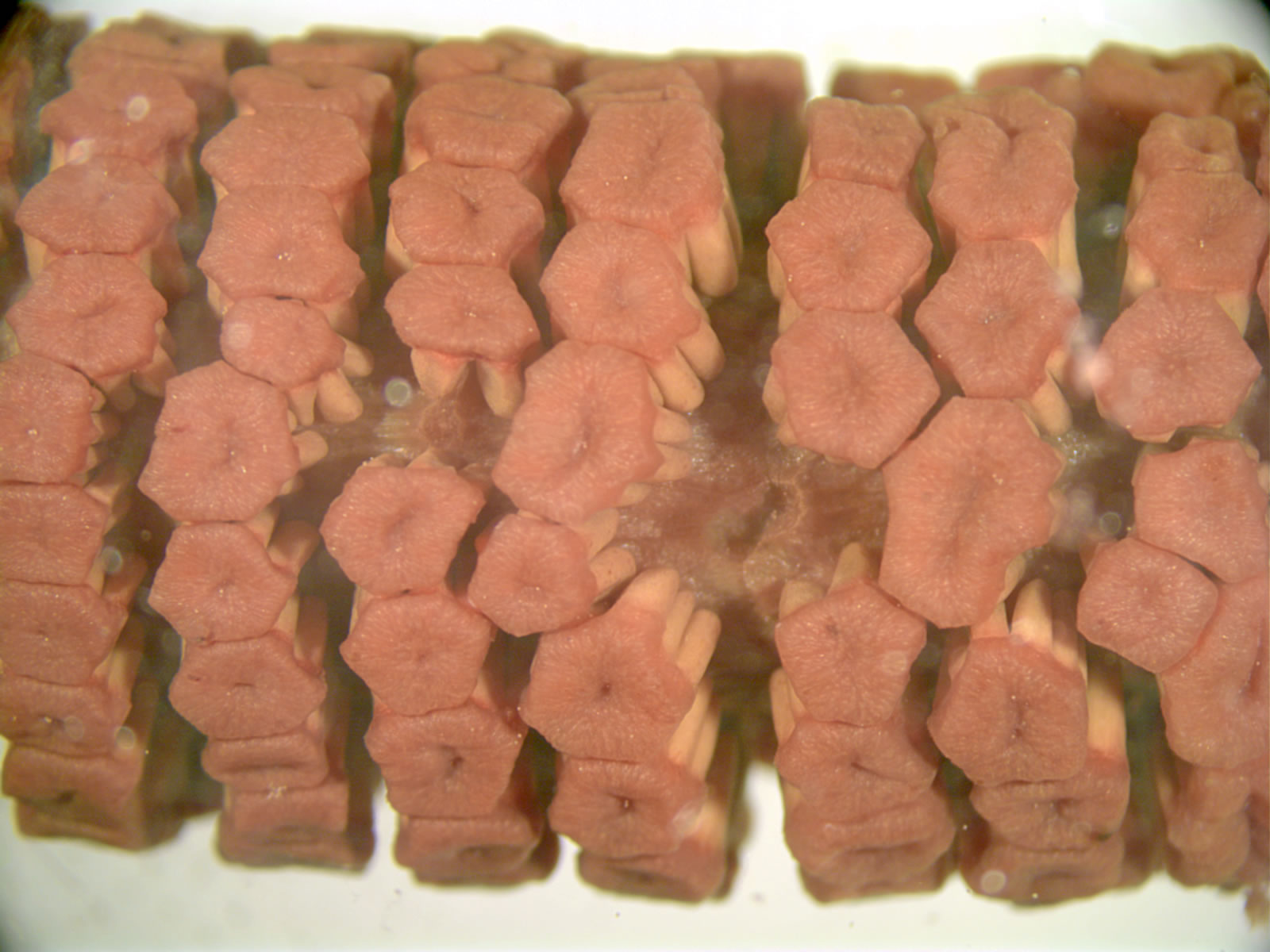
Strobilus hos fräken.
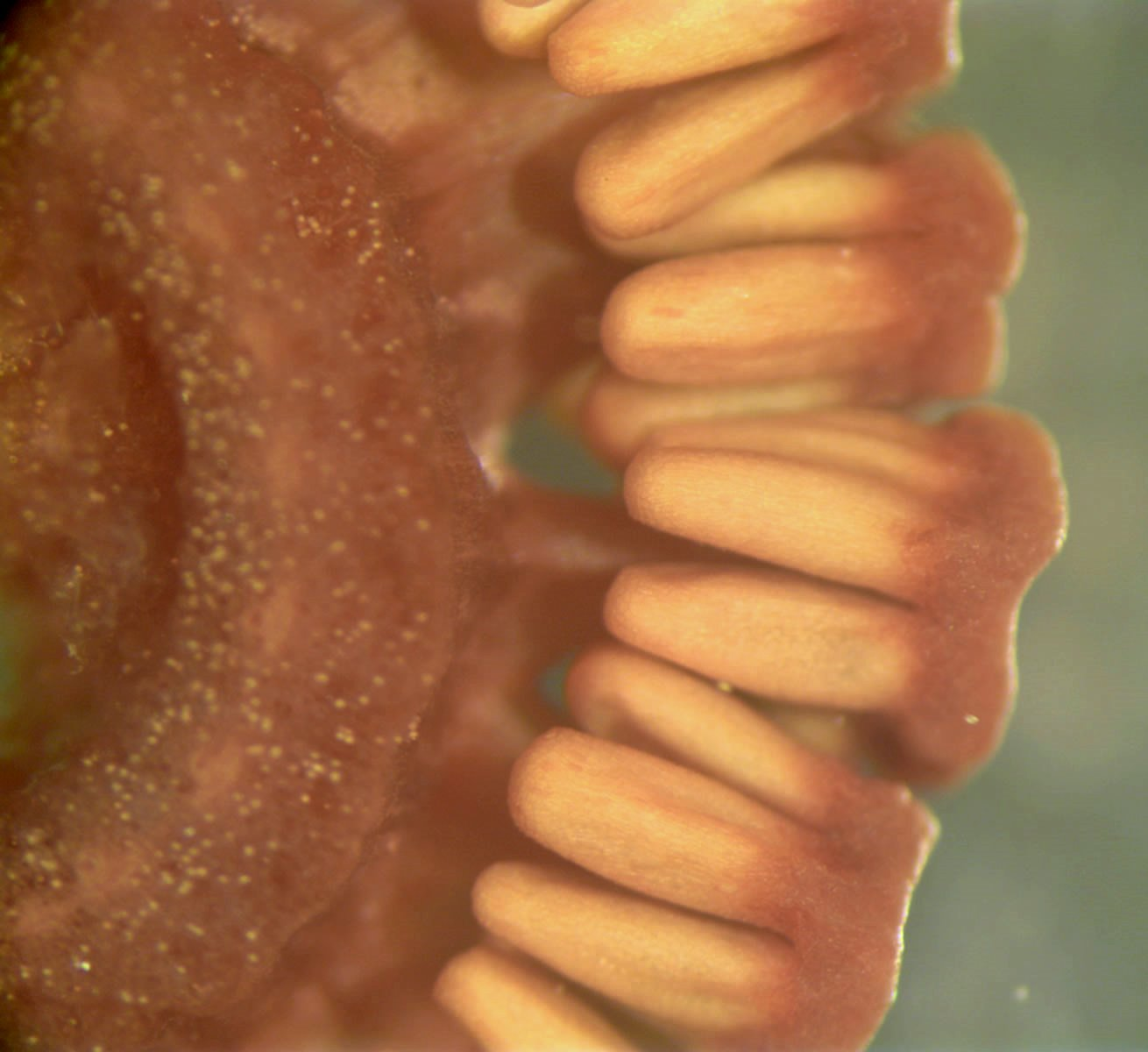
Fräkenstrobilus i genomskärning.
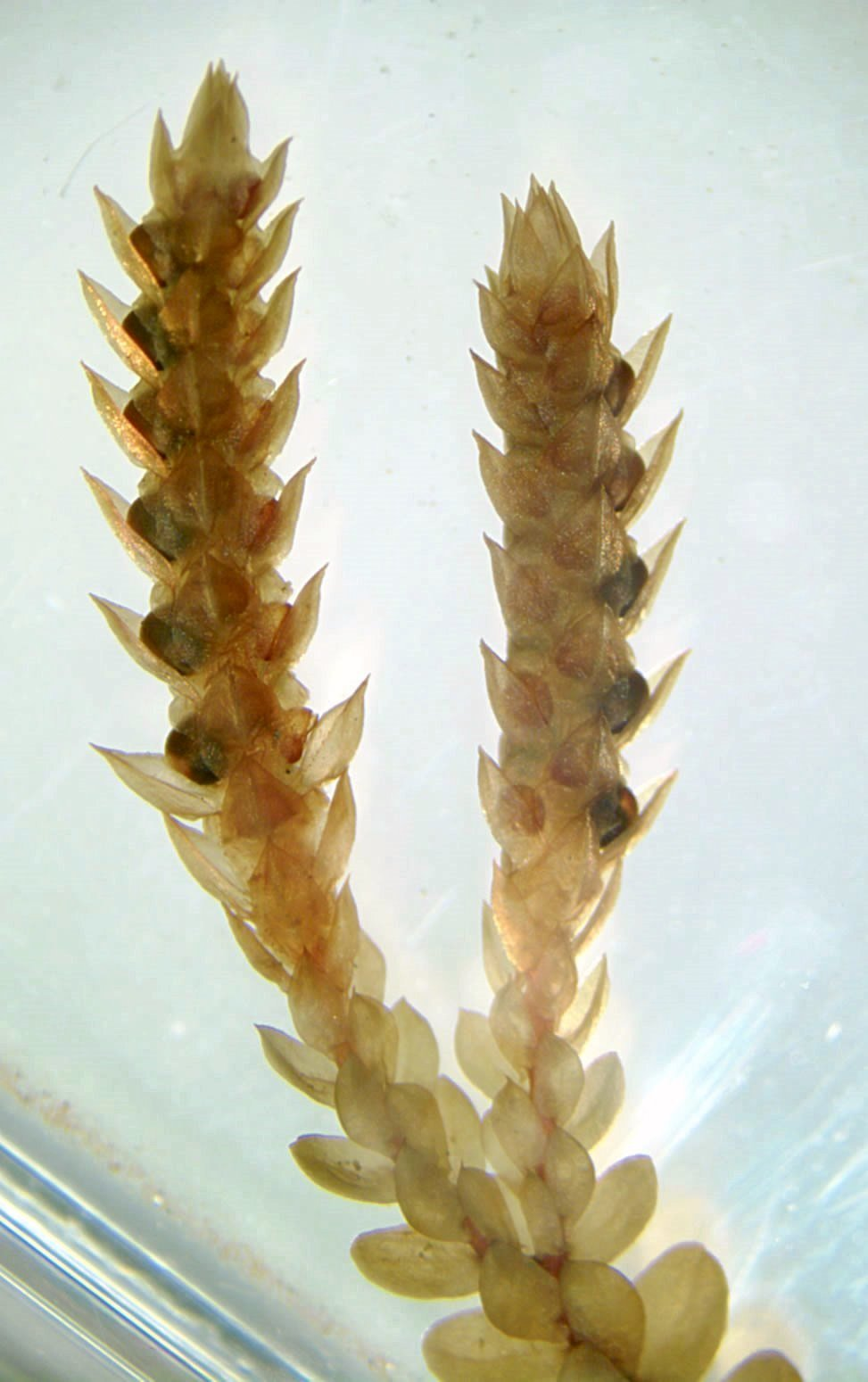
Strobili hos mosslummer.
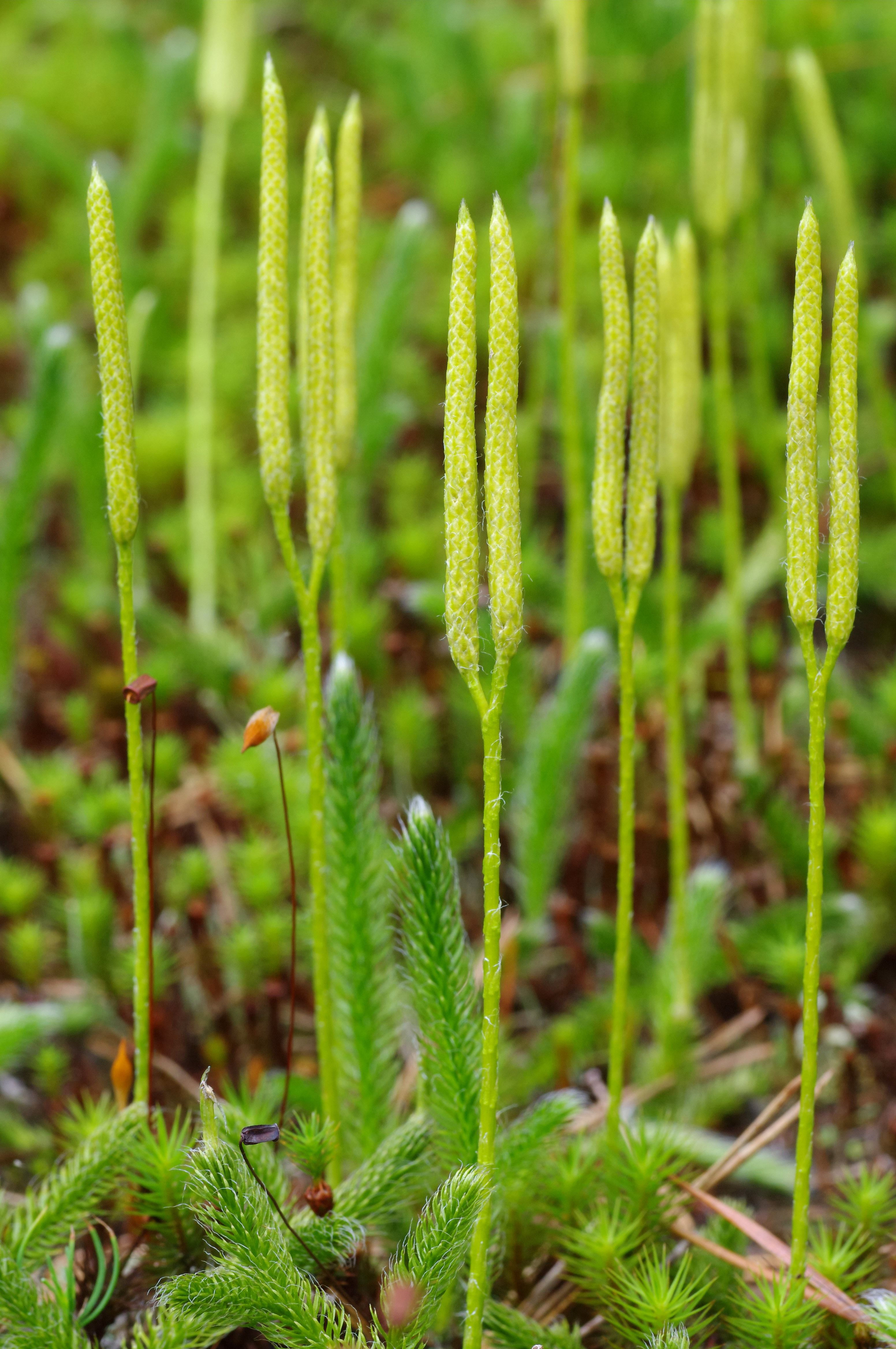
Strobili hos mattlummer.

## Etymologi
Strobilus betyder ursprungligen "tallkotte". Ordet används också om kottar från barrträd, särskilt i engelskspråkig facklitteratur.